# SZA (співачка)
Солана Імані Рове (англ. Solana Imani Rowe), професійно відома як SZA — американська співачка й авторка пісень . У жовтні 2012 року SZA випустила свій дебютний міні-альбом «See.SZA.Run», який згодом доповнила другим міні-альбомом «S». У липні 2013 року співачка підписала контракт з хіп-хоп лейблом звукозапису «Top Dawg Entertainment», через який, у квітні 2014 року, випустила міні альбом «Z» — свій перший комерційний реліз. У березні 2020 року у журналі Billboard заявили, що SZA підписала контракт з WME (Endeavor Group Holdings, Inc.).
Перший студійний повноформатний альбом SZA «Ctrl» був випущений 9 червня 2017 року. Він дебютував під номером три на Billboard 200 у США і був сертифікований платиною Асоціацією звукозаписної галузі Америки (RIAA). «The Weekend» з її альбому Ctrl досяг свого 29-го числа, що є її найвищою сольною піснею. Альбом та його пісні були номіновані на чотири премії «Греммі», а SZA була номінована найкращим новим виконавцем на 60-й щорічній церемонії . Ctrl визнаний кращим альбомом 2017 року Time . SZA співпрацювала з Maroon 5 для їх запису " Що роблять закохані " в 2017 році, заробивши SZA її першу топ-10 у США на Hotboard Bill 100. Пізніше вона послідувала за цим, виступаючи на записі « Чорна пантера» 2018 року з Кендріком Ламаром " Всі зірки ", який досяг свого 7-го числа в США, а також був номінований на « Золотий глобус» та премію Академії за найкращу оригінальну пісню.
SZA — співачка неосоулу, музика якого була описана як альтернативна R&amp;B, з елементами соулу, хіп-хопу, мінімалістських R&B, хмарного репу та ін. Тексти пісень SZA часто обертаються навколо тем сексуальності, ностальгії та залишеності . SZA цитує безліч художників, які впливають на неї Елла Фіцджеральд, Meelah, Бьорк, Jamiroquai, і Лорін Хілл, серед інших. SZA також отримує вплив від немузичних артистів, зокрема режисера Спайка Лі .

## Раннє життя
Солана Імані Роу народилася 8 листопада 1990 року в Сент-Луїсі, штат Міссурі, і виросла в Мейплвуді, Нью-Джерсі . Її батько був виконавчим продюсером CNN, а мати — виконавчим директором AT&T . Нещодавно вона отримала рідне нігерійське ім'я Ігбо, Amarachi Chinonso . Роу народився у афро-американських батьків, матері- християнки та батька- мусульманина . У неї є старша напівсестра на ім'я Тіффані Деніелс, і старший брат Даніель, репер на ім'я Манхеттен. Вона була вихована як православний мусульманин. 
 Це як віра в одного Бога, всі стовпи ісламу і так далі, і я думаю, що це ідеї, які мене ніколи не покинуть, і які мають сенс у моєму дусі. Це спосіб, який я з'єдную з Богом; це завжди мало сенс для мене. Я думаю, що я хотіла би носити свій хіджаб, але я відчуваю, що не хочу носити хіджаб і розмовляти божевільно на сцені і бути у відео з Тревісом Скоттом . Наче я не хочу бути неповажною, бо маю занадто багато любові та поваги до релігії, до свого батька та до себе. 
 Вона відвідувала мусульманську підготовчу школу щодня після регулярного навчання. Роу відвідувала Колумбійську середню школу, де вона дуже активно займалася спортом, включаючи гімнастику та черлідінг . Однак через напади 11 вересня Роу зазнав знущань у середній школі, що призвело до того, що вона перестала носити хіджаб . Як гімназистка, вона потрапила до числа кращих гімнасток США.
Закінчивши середню школу в 2008 році, Роу пізніше пішов у три окремі коледжі, нарешті влаштувавшись у Державний університет штату Делавер, щоб вивчити морську біологію. Врешті-решт вона відмовилася від свого останнього семестру, проте вона негайно почала брати на себе випадкові роботи, щоб заробити гроші. Роу сформувала своє сценічне ім'я з Верховного алфавіту, взявши вплив від репера RZA . Дві останні букви в її імені означають Зіг-Зага та Аллаха, тоді як перша літера, яку каже Роу, може означати рятівника чи суверена.

## Кар'єра

### 2011–14: Початок кар'єри та ВР

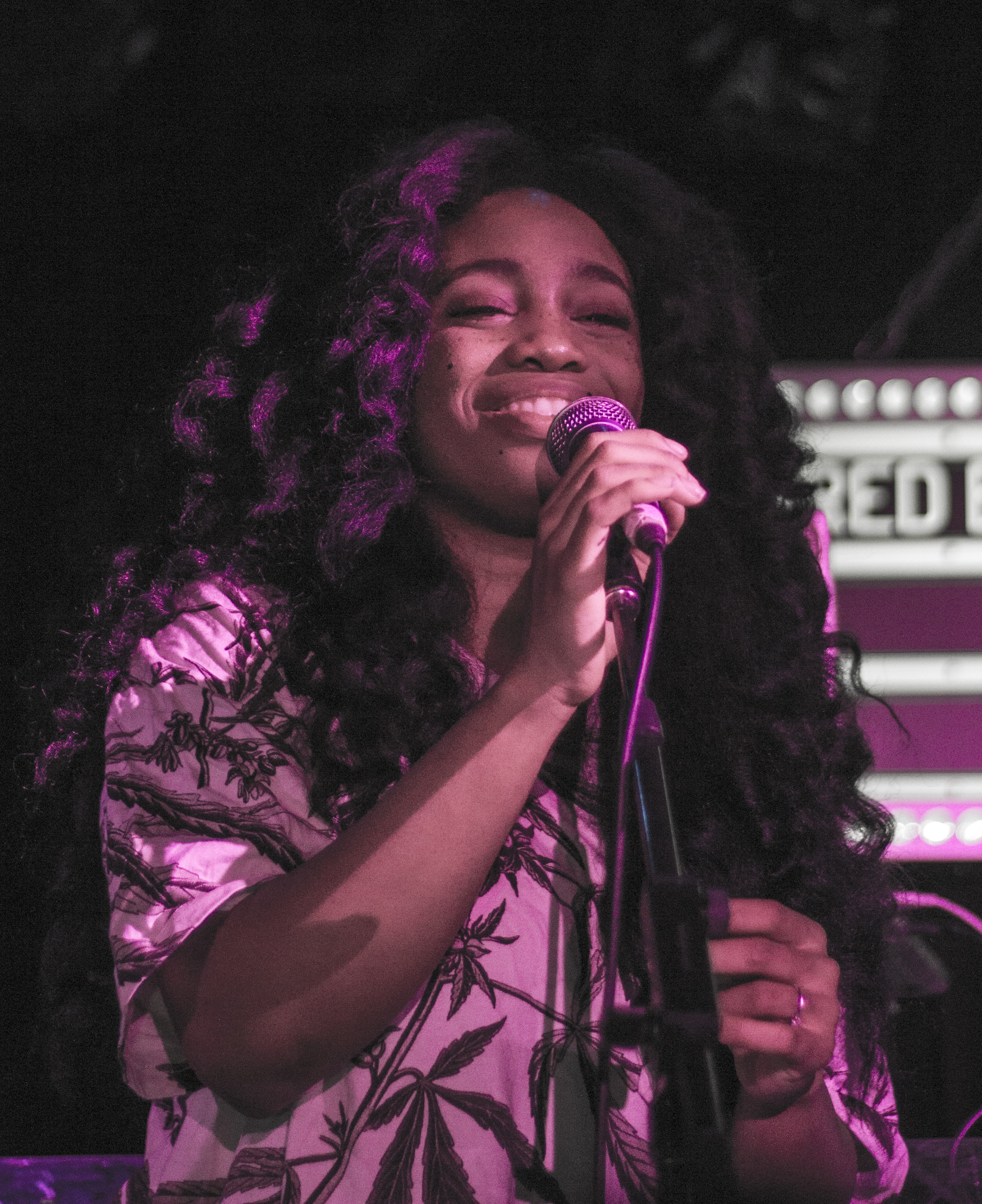
SZA виступає в Торонто в 2013 році

SZA вперше познайомилася з учасниками Top Dawg Entertainment під час CMJ New Music Report у 2011 році, коли компанія одягу її хлопця спонсорувала шоу, в якому виступала Кендрік Ламар . Її рання музика подарувала президенту TDE Терренсу «Панчу» Хендерсону, який був здивований якістю матеріалу. Вони залишилися на зв'язку, і після того, як SZA почала створювати свої EP, TDE вступила до підписання першої артистки жінки-лейбла у 2013 році. Рання музика SZA була записана разом з друзями та сусідами,. 29 жовтня 2012 року SZA випустила свій дебютний EP See. SZA. Біжи .
10 квітня 2013 року SZA випустила свій другий EP, S, який отримав позитивні відгуки від музичних критиків. SZA рекламувала розширену гру з випуском музичного кліпу на пісню «Ice Moon» режисера «Lemar & Dauley». 14 липня 2013 року Top Dawg підписав SZA. У жовтні 2013 року SZA вирушив у чотири шоу-тур із шведською групою Little Dragon ; починаючи з 17 жовтня в театрі Ель Рей у Лос-Анджелесі та закінчуючи 24 жовтня у Музичному залі Вільямсбуга, Бруклін, штат Нью-Йорк . У грудні 2013 року SZA випустила пісню «Teen Spirit», після якої вийшов ремікс із американським репером 50 Cent, а також музичний ролик режисера APLUSFILMZ [Архівовано 13 квітня 2020 у Wayback Machine.] . У 2014 році SZA виступила на різноманітних піснях з альбомів своїх лейбл-товаришів, включаючи дві пісні для дебютного EP Cilvia Demo Ісаї Рашад, а також на дебютному студійному альбомі Schoolboy Q Oxymoron .
26 березня 2014 року артист R&B SZA випустив сингл «Дитяча гра» із участю Chance the Rapper та продюсером Dae One & XXYYXX . Студійний EP, Z, вийшов 8 квітня 2014 року; головний сингл «Вавилон» супроводжувався музичним відеороликом режисера APLUSFILMZ [Архівовано 13 квітня 2020 у Wayback Machine.] . Щоб просувати Z, SZA виступала на кількох виставочних вітринах на музичному фестивалі SXSW в Остіні, Техас. SZA дебютувала у Великій Британії, де Z набрав номер тридцять два на R&B Charts, протягом тижня, що закінчився 19 квітня 2014 року. Z дебютував на Billboard 200 у США під номером тридцять дев'ять, продавши 6 980 примірників у перший тиждень; Альбом також досяг свого дев'ятого місця в чарті Billboard Hip-Hop / R & B.
Згодом SZA почала записувати свій третій EP, A. У липні 2014 року SZA виступив на синглі Kitty Cash «Moodring». Пізніше того ж місяця SZA випустила співпрацю з Джилл Скотт під назвою «Divinity». 11 липня 2014 року SZA випустила відео на свою пісню «Джулія» від Z. На початку жовтня Джен Ейко написав твіт SZA, що призвело до спекуляцій, що вони будуть працювати разом. У грудні SZA та Інтернет підтримали тур Aiko «Enter The Void». 18 листопада 2014 року SZA випустила пісню під назвою «Тверезість».

### 2015–18:Ctrlта прорив

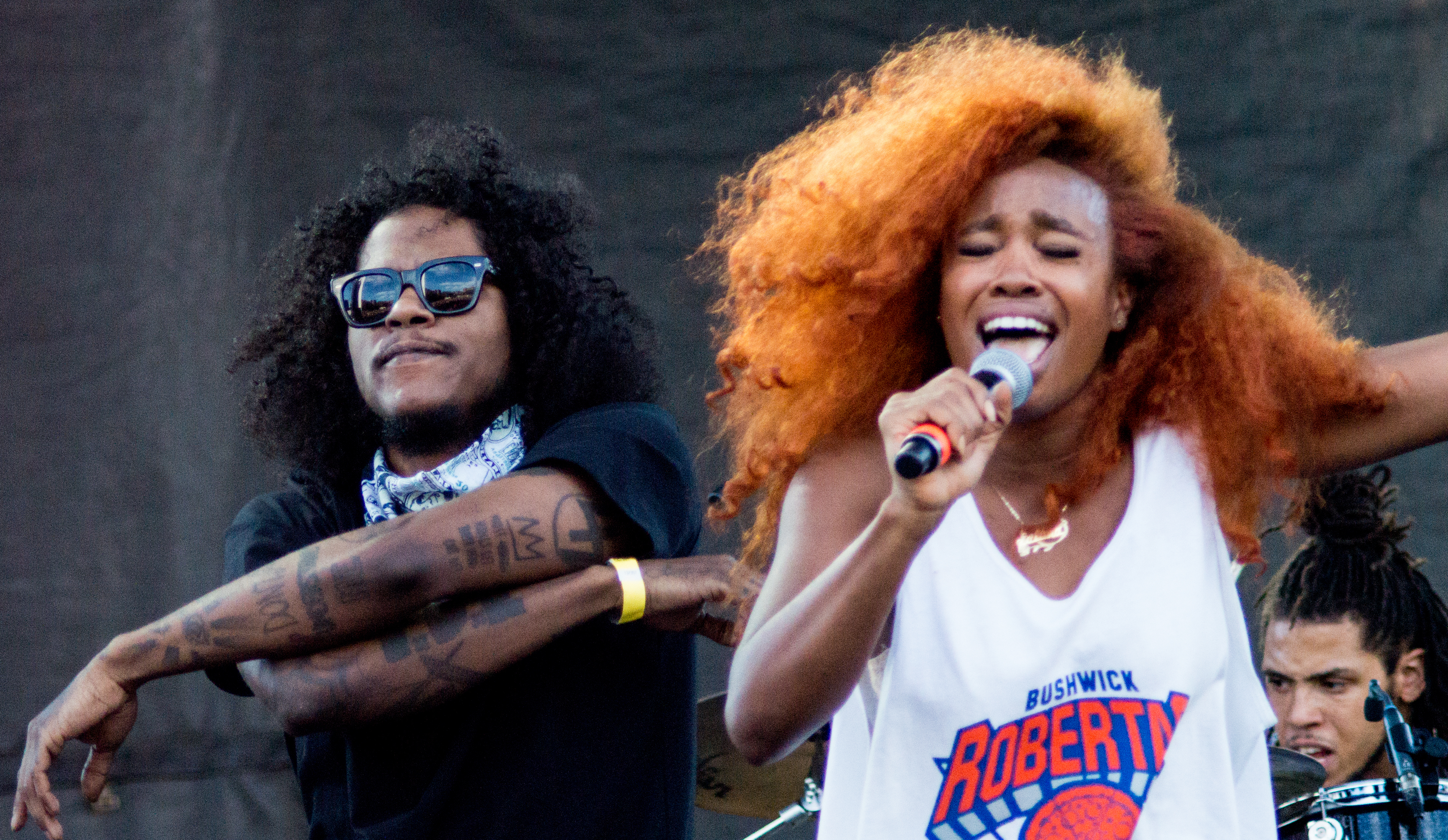
SZA виступає у 2015 році з товаришем — лейблом Ab-Soul

Під час роботи над « A», який тепер був перекомплектований як її дебютний студійний альбом і згодом перезаписаний Ctrl), SZA почала писати пісні для інших артистів-жінок, включаючи Бейонсе, Ніккі Мінай та Ріанні . Разом з Ріянною та Тираном Дональдсоном співавтор SZA написав " Розгляд " для альбому Ріяни Анти (2016); окрім написання, SZA також з'явилася на треку і пізніше виконала «Розгляд» з Rihanna в прямому ефірі на премії Brit 2016 24 лютого 2016 року.
У січні 2017 року SZA випустила «Дрю Баррімор», головний сингл з її майбутнього альбому Ctrl . 28 квітня 2017 року, SZA підписала свій перший великим лейблом контракт з RCA Records . 9 червня 2017 року SZA випустила свій дебютний альбом Ctrl на всесвітнє визнання від музичних критиків, набравши рейтинг 86 із 100 Metacritic . Ctrl дебютував під номером три на Billboard 200 в США з 60 000 еквівалентними альбомами, з яких 25 000 були чистими продажами альбомів; альбом був підтриманий кількома синглами, серед яких " Love Galore ", який досяг найвищого рівня в 40 найкращих чартах Billboard Hot 100 і згодом був сертифікований платиною . Ctrl визнаний кращим альбомом 2017 року Time .
З 20 серпня по 22 грудня 2017 року SZA просував альбом у концертному турі по Північній Америці . SZA відкрила для європейської частини американського репера Брайсона Тіллера «Set It Off Tour» на підтримку свого альбому True to Self з 17 жовтня 2017 року по 30 листопада 2017 року, окремо від туру SZA.
У серпні 2017 року SZA співпрацювала з американською поп-рок-групою Maroon 5 у своєму синглі " What Lovers Do " зі свого шостого студійного альбому Red Pill Blues . Сингл досяг номер 9 на Billboard Hot 100 . Це відзначило перший топ-хіт SZA як популярний артист на гарячій 100. В наступному місяці SZA випустили «Quicksand», яка з'явилася на саундтреку до HBO "s небезпечних, і, разом з Халідом і повідомлення Malone, був показаний на версії ремікс Lorde " s сингл " Саморобний динаміт ", від неї другий студійний альбом Melodrama . Також у 2017 році SZA працювала над спільним альбомом з Марком Ронсоном та Таме Імпала .
28 листопада 2017 року SZA отримала п'ять номінацій " Греммі ", в тому числі одну — « Кращий новий артист» . Вона отримала найбільше номінацій будь-якої жінки-артистки на премії 2018 року та стала четвертою за номінацією артисткою в цілому. Незважаючи на це, вона не закінчила виграти жодної з нагород, на яку вона була номінована.
У січні 2018 року SZA знявся з Кендріком Ламаром на треку " Всі зірки ", який був випущений як ведучий сингл до альбому саундтреку фільму Чорна пантера . Сингл досяг піку під номером 7 на Hotboard Hot 100, і це зробило другий топ-хіт SZA на лідері часів, після Maroon 5, «Що любителі роблять», який досяг найвищого числа на діаграмі 9. SZA співпрацювала з Cardi B на треку " I Do " для альбому Invasion of Privacy.

### 2019— сьогодення: майбутній другий студійний альбом та співпраця
У травні 2019 року SZA підтвердила, що її другий студійний альбом породить головний сингл «Brace Urself». У тому ж місяці SZA виступив на одинадцятому студійному альбомі DJ Khaled, <i id="mwAX4">батько Асада</i>, на треку " Тільки ми ". Пізніше було випущено музичне відео на пісню. В інтерв'ю Rolling Stone SZA згадує, що «Музика виходить точно», але заявила, що, можливо, це не призведе до отримання альбому. Вона також каже, що чутка про те, що вона планувала випустити трилогію альбомів, а потім відійти від музики, «є дурницею». В інтерв'ю SZA також розкриває, що вона проводила час у студії з Тімбаландом, заявивши, що «Він грав на ебаних бразильських рицах джазового типу, і я вискочив на це». Вона також співпрацювала з Сією, з якою, як повідомляється, написала три пісні. За інформацією Vulture, SZA раніше висловлювала наміри співпрацювати з Джастіном Тімберлейком, Пост Малоун, Джеком Антонофом та Брокгемптоном у своїх майбутніх піснях. 26 лютого 2020 року SZA та Timberlake випустили пісню «The Other Side», пісенну частину саундтреку Trolls World Tour, поряд із його музичним відео. У березні 2020 року SZA підписала з WME для представництва у всіх областях.

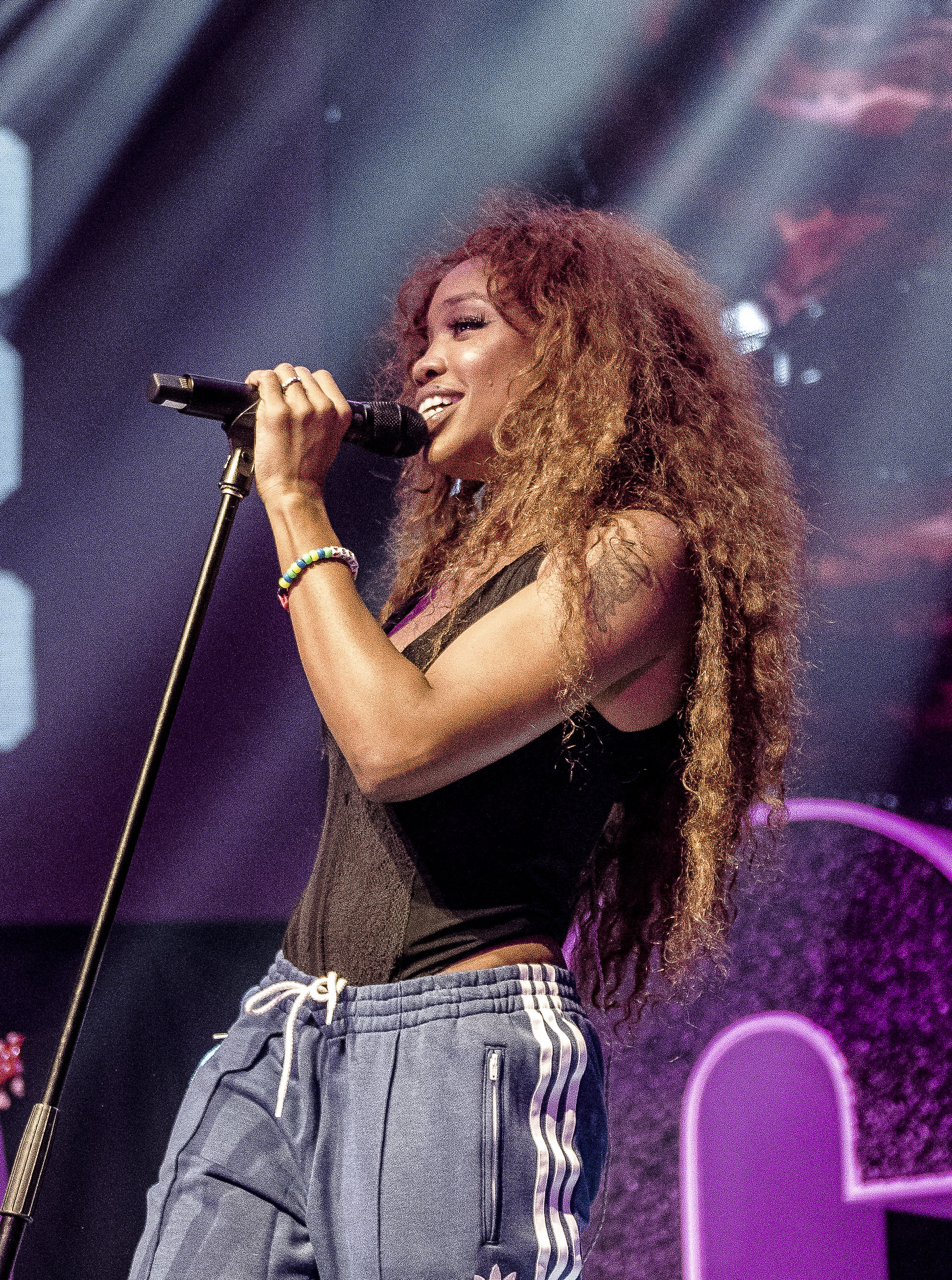
SZA виступає в Торонто, Канада, на турнірі Ctrl в серпні 2017 року.

Вокальний стиль SZA описується як перейняття джазового співака. SZA відома як перша жінка-підписантка TDE та перша співачка, яка також привернула увагу на ранніх етапах своєї кар'єри. За словами Марісси Г. Мюллер із журналу Rolling Stone, вокал Роу чергується між «випареним лушпинням та високим небом фальцетом». Джордан Саргент із журналу Pitchfork назвав вокал Роу «холодною хвилею» та «ефірною». SZA заперечує, що її музика позначається як хіп-хоп, R&B та поп, заявляючи, що вона часто слухає різноманітну музику, включаючи Стіві Нікс, класичний джаз, фолк та реп. Далі вона сказала: "Коли ви намагаєтесь позначити це [її музику], ви видалите варіант, щоб він був безмежним. Це зменшує музику ". SZA почала писати пісні через те, що «пристрасно» писала, і насолоджувалася віршами; коли пише тексти пісень, SZA «фристайлизує» їх, щоб висловити все, що приходить їй «розум», зазначаючи, що це не завжди має сенс для себе. Тематично робота SZA містить «розгадкувальну лірику», яка стосується тем сексуальності, ностальгії та залишеності .
Музичний стиль SZA був описаний як «alt R&B». Пісні SZA побудовані на «шарах нарізаного, відкладеного та зворотного вокалу» та містять «повороти та мутації». Реджі Угву з журналу Billboard вважає, що в її музичному стилі є «агностична утопія, що капає від настрою», яка простежує «межу між мінімалістичними R&B, 80-х синтезують поп та соул». Музика Роу — це в першу чергу PBR &amp; B і неосоул, але відзначається тим, що впливає на широкий спектр жанрів, включаючи соул, хіп-хоп, мінімалістичні R&B, хмарний реп, ефірні R&B, будинок відьом та chillwave . Майкл Медден описав музичний жанр SZA як «агностицизм відповідає», зазначивши, що її робота — це не один стиль музики, а універсальний, зазначивши, що музичний стиль — це не просто «R&B, поп, соул чи взагалі одне».
SZA вислуховує Еллу Фіцджеральд для голосового впливу і каже, що Лорін Хілл є одним з її особистих впливів. SZA також наводить широкий спектр музичних артистів як вплив включаючи Meelah, Red Hot Chili Peppers, LFO, Macy Grey, Common, Björk, Jamiroquai та "багато Wu, Nas, Mos Def, Hov ". Виступаючи про її вплив, SZA сказала: "[Мої] особисті впливи прийшли від танців з Американським театром балету та виконання творів до Бьорка [музики]. Це єдиний раз, коли я мала дійсно будь-який зовнішній вплив на музику. Отже, люди, в які я закохалася на музичному рівні, завжди були набагато старшими. Джаміроквей — це просто, мов, лайно для мене ". Під час інтерв'ю SZA сказала, що вона менш натхненна суворою музикою та більше натхненна творчістю мистецтва взагалі; вона придивляється до людей, які не були «типовими художниками», включаючи свого «улюбленого гімнаста, ковзанина, саксофоніста, художника чи режисера фільму», продовжуючи стверджувати, що її особливо надихав режисер фільму Спайк Лі . Під час інтерв'ю з W, SZA розповіла про свої стильові впливи, сказавши, що велика кількість її стильового натхнення походить з фільмів, включаючи фільми Веса Андерсона, вихваляючи його використання «кольорової палітри пантону» і що вона «любить одягатися як персонаж» від Королівства Місяця . Або, можливо, Білл Мюррей у «Життя водних» . " Поряд із її музикою образ SZA порівнюють з неосоул-артистами Лаурін Хілл та Еріка Баду . Волосся SZA стали цікавою на перших етапах її кар'єри, і вона обговорювала це в інтерв'ю Vogue та Harper's Bazaar . Під час своїх виступів SZA прагне носити одяг, що легко тече, легко пересуватися, а також, як відомо, носити піжаму або мішкова одяг на сцені.

## Дискографія
- Ctrl (2017)
- SOS (2022)
- Lana (2024)

## Тури
Хедлайнер
- Ctrl the Tour (2017–18)
- Тур чемпіонату (with Top Dawg Entertainment artists) (2018)

Підтримуюча
- Jhené Aiko — Увійти в пустельний тур (2014)
- Jessie J — Sweet Talker Tour (2015)
- Брайсон Тіллер — Відправити тур (2017)

## Нагороди та номінації
За свою кар'єру SZA отримала чотири премії "Греммі", номінацію на "Золотий глобус" та номінацію на премію "Оскар". Вона отримала одну American Music Award, одну Billboard Music Award, дві MTV Video Music Awards, дві BET Awards, у тому числі як найкраща нова артистка у 2018 році, а також отримала нагороду "Rulebreaker Award" на заході Billboard Women in Music у 2018 році. SZA також виграла музичну премію Soul Train Music Award як найкращий новий артист у 2017 році.
У вересні 2022 року SZA аплодували як одній з висхідних зірок у списку TIME100 Next List. На церемонії вручення премії "Греммі" 2022 року SZA перемогла разом з Doja Cat у номінації "Найкращий поп-дует/груповий виступ" за спільний хіт "Kiss Me More".[120] У 2023 році журнал "Rolling Stone" поставив SZA на 180 місце у списку 200 найкращих співаків усіх часів.